# Sportler des Jahres 1954 (Luxemburg)
Der Sportler des Jahres 1954 in Luxemburg wurde zum ersten Mal durch die Association Luxembourgeoise des Journalistes Sportifs (ALJS) mit der Trophée du Meilleur Sportif ausgezeichnet.

## Rangliste
| Rang | Sportler(in)        | Sportart        | Punkte | Erfolge                                                                               |
| ---- | ------------------- | --------------- | ------ | ------------------------------------------------------------------------------------- |
| 1.   | Charly Gaul         | Straßenradsport | 152,5  | Bronze bei den Straßen-Weltmeisterschaften                                            |
| 2.   | Gérard Rasquin      | Leichtathletik  | 148    | Sechster der Europameisterschaften (800 Meter)                                        |
| 3.   | Lucien Gillen       | Bahnradsport    | 129    | Bronze bei den Bahn-Weltmeisterschaften, Gewinner des Sechstagerennens von Kopenhagen |
| 4.   | Jean-Pierre Schmitz | Straßenradsport | 100,5  | Gewinner der Luxemburg-Rundfahrt, Zweiter beim Critérium du Dauphiné                  |
| 5.   | Josy Barthel        | Leichtathletik  | 77     | Gewinner mehrerer Meilenläufe in den Vereinigten Staaten                              |
| 6.   | Josy Stoffel        | Turnen          | 74     | 24. Platz bei den Weltmeisterschaften (Mehrkampf)                                     |
| 7.   | Fernand Leischen    | Fechten         | 71     | Teilnehmer der Weltmeisterschaften                                                    |
| 8.   | Roger Müller        | Leichtathletik  | 57     | Teilnehmer der Europameisterschaften (1500 Meter)                                     |
| 9.   | Marcel Ernzer       | Straßenradsport | 51     | Gewinner von Lüttich–Bastogne–Lüttich, luxemburgischer Meister im Straßenrennen       |
| 10.  | Victor Nurenberg    | Fußball         | 45     | Französischer Pokalsieger mit OGC Nizza                                               |
| 11.  | Emile Gretsch       | Fechten         | 33     | Teilnehmer der Weltmeisterschaften                                                    |
| 12.  | Roger Theisen       | Fechten         | 30     | Teilnehmer der Weltmeisterschaften                                                    |
| 13.  | Roland Baldauff     | Schwimmen       | 18     | Teilnehmer der Europameisterschaften                                                  |
| 14.  | Ray Schmit          | Boxen           | 8      |                                                                                       |